# Évita Muzic
Évita Muzic   (Lons-le-Saunier, 26 de maig de 1999) és una ciclista francesa. Actualment corre a l'equip ciclista femení del FDJ-Suez. Competeix en ciclisme de carretera i ciclocròs.

## Palmarès de carretera
- 2017
  -  Campiona de França en ruta junior
- 2019
  -  Campiona de França en ruta sub-23
- 2020
  - Vencedora d'una etapa al Giro d'Itàlia
- 2021
  -  Campiona de França en ruta
- 2022
  - 1a a l'Alpes Grésivaudan Classic
- 2023
  - 1a a l'Alpes Grésivaudan Classic
- 2024
  - Vencedora d'una etapa a la Volta a Espanya

### Resultats a les Grans Voltes

#### Giro d'Itàlia
- 2019: 26a posició
- 2020: 10a i vencedora de la 9a etapa
- 2021: 12a posició
- 2022: 14a posició
- 2023: 17a posició
- 2025: 13a posició

#### Tour de França
- 2022: 8a posició
- 2023: abandona a la 5a etapa
- 2024: 4a posició
- 2025: 710a posició

#### Volta a Espanya
- 2023: 6a posició
- 2024: 5a i vencedora de la 6a etapa
- 2025: 10a posició

## Palmarès de ciclocròs
2014-2015
- Campiona de França de ciclocròs cadets